# Fürspänger

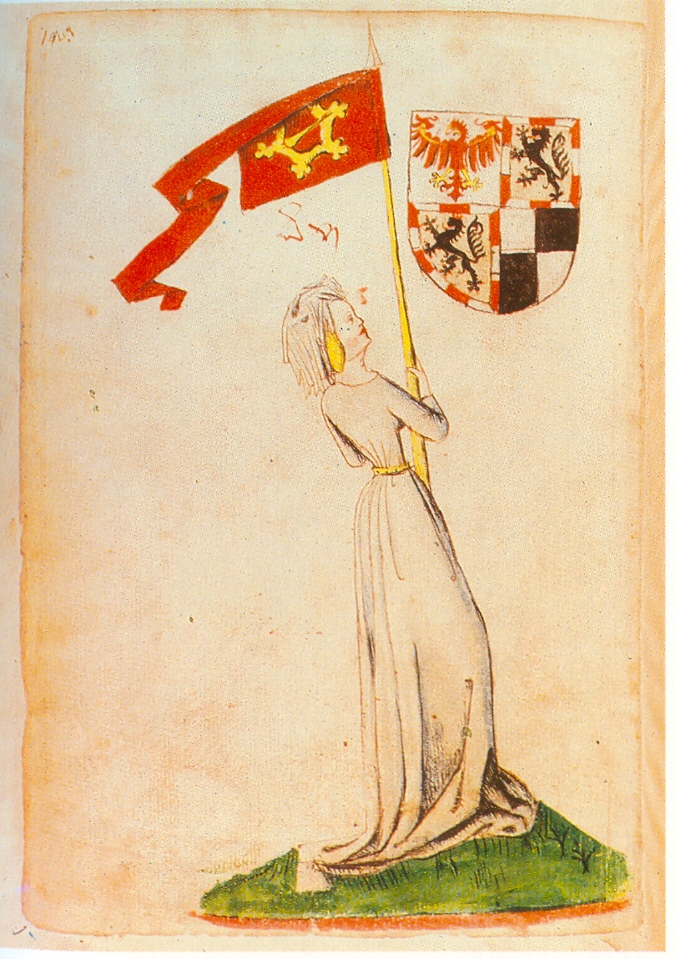
Illustration im Ingeram-Codex

Die Vereinigung der Fürspänger (auch: Gesellschaft mit dem Fürspang) war eine exklusive fränkische Rittergesellschaft.
Sie wurde am 13. August 1396 von 26 Adeligen aus zwölf fränkischen Geschlechtern in Würzburg gegründet. Zu diesen Familien gehörten die Egloffstein, Förtsch von Thurnau, Fuchs, Grumbach, Heßberg, Rotenhan, Seckendorff, Seinsheim, Stiebar, Wenkheim, Wolffskeel und Zollner.
Die Gesellschaft war ursprünglich eine Begräbnis- und Altarbrudergesellschaft und befasste sich mit der Marienverehrung. Die religiösen Mittelpunkte waren die neu gegründeten Liebfrauenkirchen in Bamberg, Nürnberg und Würzburg. In Bamberg und Würzburg stiftete die Gesellschaft auch die Messbenefizien.
Der Name leitete sich von der Fürspange (auch: Fürspann) ab, die als Spange vom Gürtel der Heiligen Maria gedeutet wurde. Mit dieser Brosche wurde der Mantel vorne auf der Brust zusammengehalten. Dieser funktionelle Schmuck diente später auch symbolisch als Ordensdekoration.
Wie andere Gesellschaften dieser Zeit erfüllte auch diese Gesellschaft grundsätzlich das Bedürfnis des Ritterstandes, sich gegenüber anderen Ständen abzugrenzen, unter anderem auch gegenüber den aufstrebenden bürgerlichen Familien der Städte, dem sogenannten Patriziat (an erster Stelle wohl die Nürnberger Patrizier). Die Mitgliedschaft bei den Fürspängern war ursprünglich auf 26 Familien begrenzt und wurde erst 1505 erweitert, wobei die Mitgliedschaft innerhalb der Familien vererbt wurde. Die Zusammengehörigkeit sollte durch die Pflege der ritterlichen Tugenden verstärkt werden.
Sie war Vorbild für spätere Turniergesellschaften wie der Einhorngesellschaft oder der Bärengesellschaft. Sie kann als Vorläufer späterer Ordensgesellschaften betrachtet werden.
Durch die Reformation änderte sich die Gesellschaftsstruktur der Gesellschaften und die Mitgliederzahl schwand. Vor deren Auflösung im Jahr 1648 vertraten allein die Familien Rotenhan und Stiebar die Fürspängergesellschaft. Die fränkische Reichsritterschaft übernahm als Rechtsnachfolger die Pfründen, Besitz- und Geldvermögen.